# Sabulodes gnophosaria
Sabulodes gnophosaria är en fjärilsart som beskrevs av Otto Staudinger. Sabulodes gnophosaria ingår i släktet Sabulodes och familjen mätare. Inga underarter finns listade.